# 쿨라만 해전
쿨라만 해전(영어: battle of Kula gulf, 일본어:クラ湾夜戦)은 태평양 전쟁에서의 뉴조지아 전역 중 벌어진 해전이다.

## 전개

### 서막
1943년 7월 5일 밤, 테루오 아키야마 제독의 지휘를 받는 10척의 구축함은 1600명의 병력을 실고 빌라로 향했다.이들은 3개로 나뉘어 있었다. 기함인 아키즈키급 구축함 니즈키는 스즈카제와 타니카제와 함께 지원대였고, 수송 임무는 1수송대의 모치즈키, 하마카제, 미카즈키와 2수송대의 나가즈키, 하츠유키, 사츠키, 아마기리가 맡았다.
한편 미군은 아인즈워스 제독의 36.1 기동부대로, 경순양함 헬레나, 세인튼루이스, 호놀룰루와 구축함 니콜라스, 오배넌, 래드포드, 젠킨스로 이루어져 있었다.

### 전투
1시 06분, 기함 니즈키가 레이더, 레이더 탐지기를 이용해 36.1기동부대를 발견했다. 하지만 미군은 1시 36분까지도 적을 발견하지 못했다.미군은 36분에 일본군을 발견해 접근을 시작했다. 드디어 1시 57분, 아인즈워스 제독은 포격 명령을 내려 포격을 시작했다. 경순양함들은 가공할 연사력으로 포격을 했다. 하지만 이 전에 일본군 구축함들은 어뢰 장전을 마친 상황이었다. 경순양함들은 포격으로 기함 니즈키를 공격해 데루오 소장과 함께 침몰시켰다. 미군 구축함들이 어뢰를 발사했으나 모두 빗나갔다. 그 때, 스즈카제와 타니카제는 어뢰를 발사하고 이탈하기 시작했다.

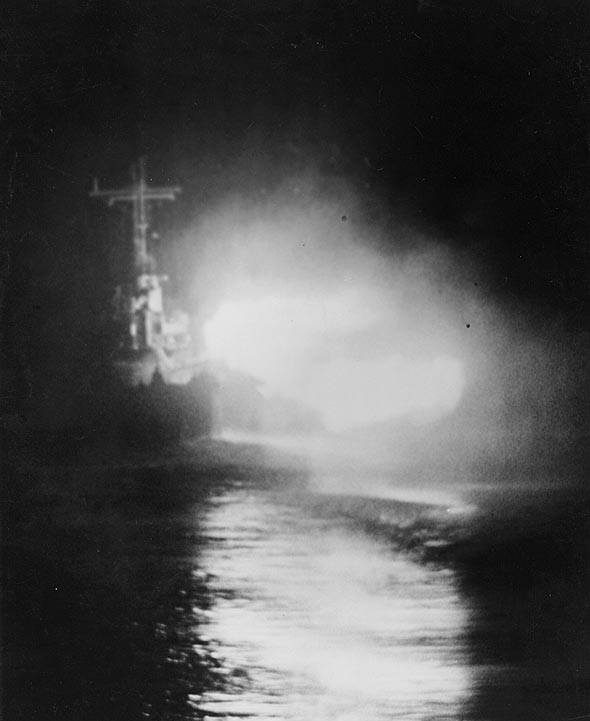
포격을 가하는 경순양함 호놀룰루

아인즈워스 제독이 2시 3분에 변침명령을 내렸음에도 2시 4분에 경순양함 헬레나에 어뢰 4발이 명중했다. 그 중 1발은 불발이었으나 헬레나는 불타며 3분만에 침몰했다.36.1기동부대는 계속해 일본군을 추적해 아마기리와 하츠유키를 공격했으나 파손으로 끝났다. 이어서도 조금씩 전투가 계속되었으나 2시 35분 아인즈워스 제독은 전투를 중지하고 이윽고 3시 30분, 니콜라스와 래드포드가 헬레나의 생존자를 구조했다.

### 생존자 구조
3시 41분, 구조가 시작되었다. 일본군 구축함 스즈카제와 타니카제의 방해로 구조가 중단되기도 했다. 결국 5시 40분쯤 니콜라스와 래드포드는 스즈카제와 타니카제와 교전했다.
이어 6시에는 모치즈키와도 교전했다.

### 공습
나가츠키는 전투를 마치고 빌라에 양륙작업을 했으나 도중에 좌초되었다. 이 소식은 미군에 전해져 SBD 돈틀리스와 B-25의 공습으로 나가츠키는 완파되었다. 결국 나가츠키는 버려졌다.

## 결과
36.1기동부대는 경순양함 1척을, 일본군은 구축함 2척을 잃었다. 비슷한 피해를 입었으나 미군의 세력이 더 컸고 일본군은 양륙작업을 성공하였다는 점에서 보통 일본군의 승으로 간주한다.
참고로 이후 커먼스먼트 베이급 호위항공모함 CVE-108에 쿨라 걸프라는 이름이 붙여졌다.